# Eleições estaduais em Rondônia em 2010
As eleições estaduais de Rondônia em 2010 aconteceram em 3 de outubro, como parte das eleições gerais no Brasil daquele ano. Nesta ocasião, foram realizadas eleições em todos os 26 estados brasileiros e no Distrito Federal. Os cidadãos aptos a votar elegeram o Presidente da República, o Governador e dois Senadores por estado, além de deputados estaduais e federais. Como nenhum dos candidatos a presidente e governador de Rondônia recebeu mais da metade do votos válidos, um segundo turno foi realizado no dia 31 de outubro, na eleição presidencial o segundo turno foi entre Dilma Roussef (PT) e José Serra (PSDB), com a vitória de Dilma; já no governo de Rondônia foi entre Confucio Moura e João Cahulla, com a vitória de Confucio Moura. Segundo a Constituição Federal, o Presidente e os Governadores são eleitos diretamente para um mandato de quatro anos, com um limite de dois mandatos, sendo assim o presidente Luiz Inácio Lula da Silva e o governador Ivo Cassol ficaram impedidos de se candidatar, já que foram eleitos em 2002 e reeleitos em 2006.

## Candidatos para o Governo de Estado e resultados.

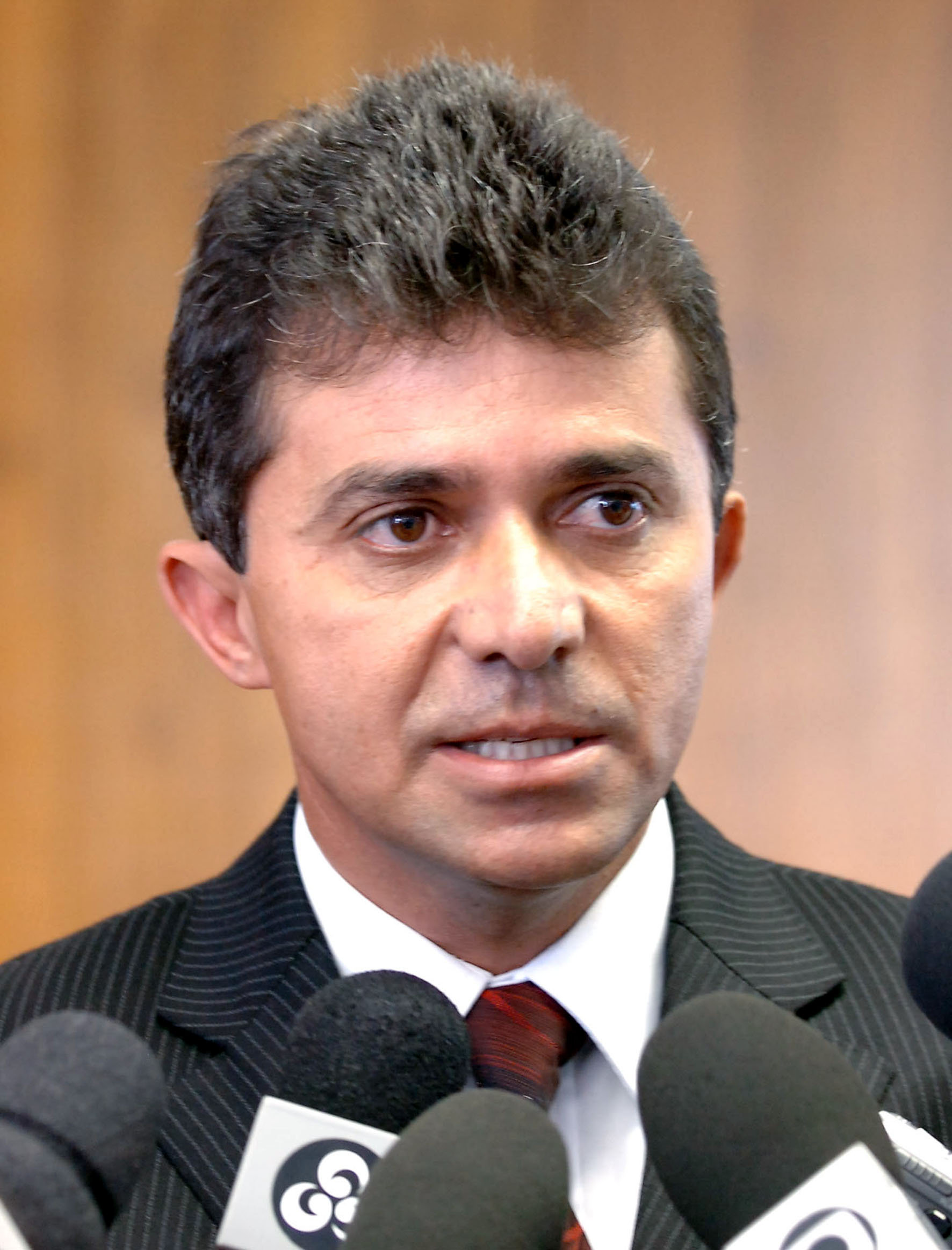
Expedito Júnior aparecia bem nas pesquisas, mas teve sua candidatura anulada dias antes do primeiro turno.

Em Rondônia, foram cinco os candidatos à governador, sendo que Expedito Junior (PSDB) teve sua candidatura cassada e a chapa não apresentou outro candidato.
Confúcio Moura era prefeito de Ariquemes entre 2005 e 2010, e renunciou o cargo para disputar o cargo de governador pelo PMDB. João Cahulla (PPS) havia sido chefe da casa-civil do estado de Rondônia, e naquele momento, era vice governador na chapa de Ivo Cassol. Com a renúncia de Ivo Cassol para concorrer ao Senado, Cahulla assumiu como governador até o fim do mandato. Com a impugnação da candidatura de Expedito Júnior, a disputa foi polarizada entre o candidato do PMDB e o candidato do PPS.
No primeiro turno, Confúcio Moura venceu com 43,99% dos votos válidos (291.765 votos), contra 37,14% de João Cahulla (246.350 votos no total). O ex-senador e deputado federal Eduardo Valverde (PT) recebeu 18,16% dos votos (120.462 votos) e Marcos Sussuarana do PSOL recebeu 0,70% (4.641 votos)
No segundo turno, Confúcio Moura confirmou seu favoritismo ao vencer novamente Cahulla, com 58,68% dos votos válidos (422,707), contra 41,32% dos votos de Cahulla (297.674 votos no total).
| Candidato a governador(a) (em ordem alfabética) | Candidato a vice-governador(a) | Número | Coligação                                                             | Votos   | Porcentagem |
| ----------------------------------------------- | ------------------------------ | ------ | --------------------------------------------------------------------- | ------- | ----------- |
| Confucio Moura PMDB                             | Airton Gurgacz PDT             | 15     | Aliança Por Uma Rondônia Melhor Para Todos (PMDB/PDT/PCdoB/DEM/PRTB). | 291.765 | 43,99%      |
| Eduardo Valverde PT                             | Cleiton Roque PT               | 13     | Rondônia Melhor Para Todos (PT/PSB).                                  | 120.462 | 18,16%      |
| João Cahulla PPS                                | Tiziu Jidalias PP              | 23     | Avança Rondônia (PPS/PP/PTB/PV/PSL/PTN/PSDC/PHS/PMN/PRP).             | 246.350 | 37,14%      |
| Marcos Sussuarana PSOL                          | Jovelina Caon PSOL             | 50     | Sem Coligação                                                         | 4.641   | 0,70%       |

### Segundo turno
| Candidato a governador(a) (em ordem alfabética) | Candidato a vice-governador(a) | Número | Coligação                                                             | Votos   | Porcentagem |
| ----------------------------------------------- | ------------------------------ | ------ | --------------------------------------------------------------------- | ------- | ----------- |
| Confucio Moura PMDB                             | Airton Gurgacz PDT             | 15     | Aliança Por Uma Rondônia Melhor Para Todos (PMDB/PDT/PCdoB/DEM/PRTB). | 422.707 | 58,68%      |
| João Cahulla PPS                                | Tiziu Jidalias PP              | 23     | Avança Rondônia (PPS/PP/PV/PTB/PSL/PTN/PSDC/PHS/PMN/PRP).             | 297.674 | 41,32%      |

## Candidatos ao Senado e resultados
Sete candidatos disputaram duas vagas disponíveis no Senado para um período de oito anos. Os candidatos eleitos foram Valdir Raupp (PMDB) e Ivo Cassol (PP). O candidato Melki Donadon (PHS) teve sua candidatura cassada.
| Candidato (a) ao Senado   | Suplentes                                              | Número | Coligação                                                                  | Votos   | Porcentagem |
| ------------------------- | ------------------------------------------------------ | ------ | -------------------------------------------------------------------------- | ------- | ----------- |
| Agnaldo Muniz PSC         | 1º: Lindomar do Sandubas (PSDB) 2º: Roldão (PRB)       | 200    | Unidos Para Avançar PRB, PSC, PR, PTC, PSDB e PT do B.                     | 187.508 | 13,36%      |
| Pastor Aluizio Vidal PSOL | 1ª: Marisia Dias (PSOL) 2º: Prof Barbosa (PSOL)        | 500    | Sem Coligação                                                              | 43.852  | 3,12%       |
| Fátima Cleide PT          | 1º: Euripedes Miranda (PT) 2º: Nilton Cezar Rios (PSB) | 133    | Rondônia Melhor Para Todos PT e PSB.                                       | 225.300 | 16,05%      |
| Ivo Cassol PP             | 1º: Reditario Cassol (PP) 2º: Odacir Soares (PSL)      | 111    | Avança Rondônia PP, PTB, PSL, PTN, PPS, PSDC, PHS, PMN, PV e PRP.          | 454.087 | 32,34%      |
| Melki Donadon PHS         | 1º: Herbert Lins (PHS) 2º: Dr. Silverio (PHS)          | 311    | Avança Rondônia PP, PTB, PSL, PTN, PPS, PSDC, PHS, PMN, PV e PRP.          | 0       | 0,00%       |
| Pimenta de Rondônia PSOL  | 1º: Marinho (PSOL) 2º: Joelan (PSOL)                   | 501    | Sem Coligação                                                              | 11.806  | 0,84%       |
| Valdir Raupp PMDB         | 1º: Tomas Correia (PMDB) 2º: Pastor Manoel (PMDB)      | 151    | Aliança Por Uma Rondônia Melhor Para Todos PDT, PMDB, PRTB, PC do B e DEM. | 481.420 | 34,29%      |

## Deputados federais eleitos
São relacionados os candidatos eleitos com informações complementares da Câmara dos Deputados.

Representação eleita
  PMDB: 2
  PSB: 1
  PTB: 1
  PPB: 1
  PPS: 1
  PV: 1
  PT: 1

| Número | Deputados federais eleitos | Partido | Votação | Percentual | Cidade onde nasceu | Unidade federativa |
| 1515   | Marinha Raupp              | PMDB    | 100.589 | 14,24%     | Maracaí            | São Paulo          |
| 4040   | Mauro Nazif                | PSB     | 64.792  | 9,17%      | Barra do Piraí     | Rio de Janeiro     |
| 1406   | Nilton Capixaba            | PTB     | 52.017  | 7,36%      | Cuparaque          | Minas Gerais       |
| 1111   | Carlos Magno               | PP      | 49.596  | 7,02%      | Coromandel         | Minas Gerais       |
| 1590   | Natan Donadon              | PMDB    | 43.627  | 6,75%      | Porecatu           | Paraná             |
| 2323   | Moreira Mendes             | PPS     | 35.869  | 5,08%      | São Paulo          | São Paulo          |
| 4310   | Lindomar Garçon            | PV      | 34.990  | 4,95%      | Rondonópolis       | Mato Grosso        |
| 1300   | Máriton Holanda            | PT      | 31.128  | 4,41%      | Oeiras             | Piauí              |

## Deputados estaduais eleitos
No estado foram eleitos vinte e quatro (24) deputados estaduais.

Representação eleita
  PMDB: 3
  PT: 3
  PTN: 2
  PSDC: 2
  PSDB: 2
  PRP: 2
  PTB: 1
  PSB: 1
  PV: 1
  PP: 1
  PMN: 1
  DEM: 1
  PDT: 1
  PCdoB: 1
  PTdoB: 1
  PR: 1

Fonteː
| Número | Deputados estaduais eleitos | Partido | Votação | Percentual | Cidade onde nasceu    | Unidade federativa |
| 14567  | Válter Araújo               | PTB     | 22.186  | 2,97%      | Itambacuri            | Minas Gerais       |
| 15500  | Zequinha Araújo             | PMDB    | 20.903  | 2,80%      | Porto Velho           | Rondônia           |
| 40140  | Jesualdo Pires              | PSB     | 18.358  | 2,46%      | Presidente Bernardes  | São Paulo          |
| 19429  | Lebrão Clemente             | PTN     | 15.991  | 2,14%      | Guará                 | São Paulo          |
| 27456  | Glaucione Rodrigues         | PSDC    | 15.822  | 2,12%      | Baixo Guandu          | Espírito Santo     |
| 43123  | Luizinho Goebel             | PV      | 15.510  | 2,07%      | Cascavel              | Paraná             |
| 27777  | Neodi Oliveira              | PSDC    | 15.401  | 2,06%      | Soledade              | Rio Grande do Sul  |
| 19123  | Luiz Cláudio da Agricultura | PTN     | 14.455  | 1,93%      | Bom Conselho          | Pernambuco         |
| 11011  | Jaques Testoni              | PP      | 13.993  | 1,87%      | Santa Helena          | Paraná             |
| 45140  | Jean Oliveira               | PSDB    | 12.605  | 1,69%      | Alta Floresta d'Oeste | Rondônia           |
| 44000  | Marcelino Tenório           | PRP     | 12.025  | 1,61%      | Bom Conselho          | Pernambuco         |
| 45123  | Euclides Maciel             | PSDB    | 11.511  | 1,54%      | Joaçaba               | Santa Catarina     |
| 33456  | Lorival Amorim              | PMN     | 11.218  | 1,50%      | Conselheiro Pena      | Minas Gerais       |
| 13013  | Hermínio Coelho             | PT      | 9.846   | 1,32%      | Petrolina             | Pernambuco         |
| 44789  | Valdivino Tucura            | PRP     | 9.684   | 1,30%      | Minas Novas           | Minas Gerais       |
| 13789  | Epifânia Barbosa            | PT      | 8.531   | 1,14%      | Porto Velho           | Rondônia           |
| 15800  | Edson Martins               | PMDB    | 8.345   | 1,12%      | Nova Venécia          | Espírito Santo     |
| 25500  | Adelino Follador            | DEM     | 8.140   | 1,09%      | Barão de Cotegipe     | Rio Grande do Sul  |
| 12123  | Saulo da Renascer           | PDT     | 7.928   | 1,06%      | Mutum                 | Minas Gerais       |
| 13600  | Ribamar Araújo              | PT      | 7.293   | 0,98%      | Catolé do Rocha       | Paraíba            |
| 65123  | David Chiquilito            | PCdoB   | 6.704   | 0,90%      | Porto Velho           | Rondônia           |
| 15123  | Edvaldo Soares da Band      | PMDB    | 6.646   | 0,89%      | Itaporã               | Mato Grosso do Sul |
| 70888  | Ana da 8                    | PTdoB   | 5.475   | 0,73%      | Guajará-Mirim         | Rondônia           |
| 22333  | Flávio Lemos                | PR      | 4.287   | 0,57%      | Cafelândia            | São Paulo          |